# Noisette (couleur)
Pour les articles homonymes, voir Noisette (homonymie).

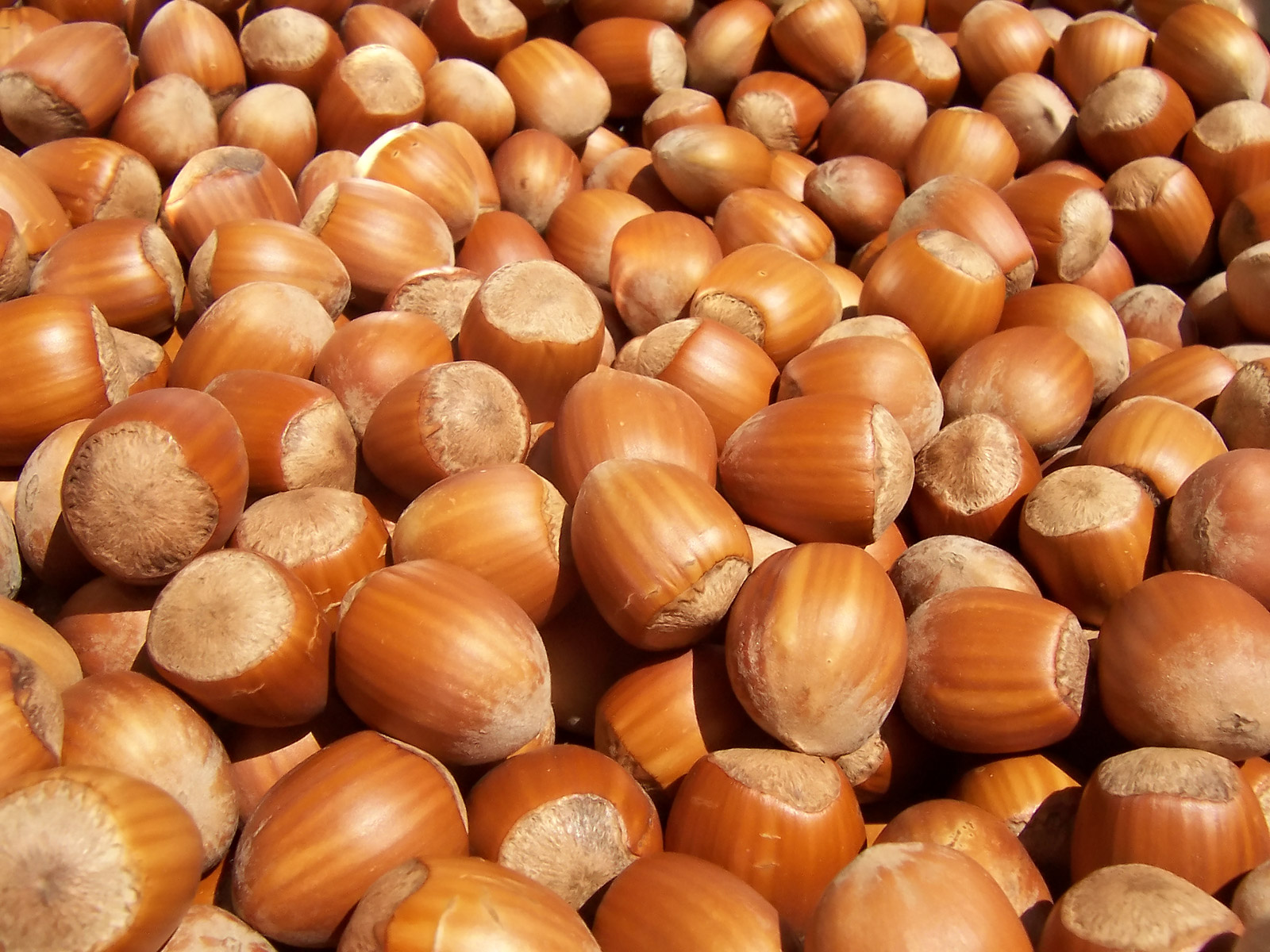
Noisettes.

Le nom de couleur noisette désigne, dans le contexte de la mode, de la décoration, des cosmétiques une teinte de brun, d'après celle du fruit noisette.
Noisette caractérise aussi une couleur d'yeux ou de cheveux.
Dans le papyrus Carlsberg, un des documents les plus anciens parlant d'ophtalmologie, datant pour sa partie la plus ancienne du IIe millénaire av. J.-C., on peut lire : « Les yeux noisettes éclaircissent les idées et rassurent. »
Dans les nuanciers commerciaux modernes, on trouve, en peinture pour la décoration Crème Noisette ; en fil à broder 420 noisette.

## Histoire
L'expression « couleur noisette » est attestée en 1717.
L’Instruction pour la teinture des laines de 1671 donne, en teinture, couleur de noisette comme un synonyme de fauve. En 1861, Michel-Eugène Chevreul repère les couleurs entre elles et par rapport aux raies de Fraunhofer. Fauve ou couleur de noisette est, selon son estimation, 1 orangé-jaune du 10      au 16 ton.
Le Répertoire de couleurs de la Société des chrysanthémistes publié en 1905 donne quatre tons d'une couleur Noisette, avec comme synonyme Ton de bois de Ripolin et Pain d'épices.